# シマロン・ウルグアヨ
シマロン・ウルグアヨ（スペイン語：Cimarrón Uruguayo）は、ウルグアイ原産の犬種である。犬種名の「シマロン」は「野生的」を意味している。しかし、野生及び野良の犬種ではなく、シマロンというのはワイルドな気質と優れた身体能力を指した呼称なのではないかといわれている。ドゴ・ウルグアヨ（Dogo Uruguayo）、ドゴ・シマロン（Dogo Cimarron）、ペロ・シマロン（Perro Cimarron）などともいい、英語ではウルグアイアン・ガウチョ・ドッグ（Uruguayan Gaucho Dog）ともいう。
生い立ちは17世紀まで遡る。ウルグアイに連れてこられたスパニッシュ・マスティフにサイトハウンド種の犬種を掛け合わて作られた。農場や家の番犬として使われていただけでなく、イノシシを狩るための猟犬としても使われていた。はじめはスポーツとしてのイノシシ狩りに使われていたが、20世紀ごろになるとイノシシによる畑の加害が増加し、国内で需要と知名度が上昇し高い人気を博すようになった。近年はウルグアイの国犬として指定され、国際的な知名度も年々向上しつつある。しかし、まだウルグアイ以外ではあまり飼育されていない。国際畜犬連盟には、近年、暫定公認されたばかりである。

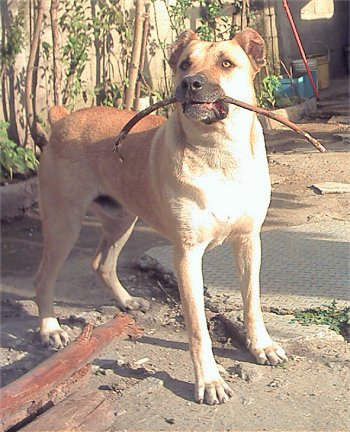
二歳の雄犬 (2004)

マスティフ種の血統により力強く筋肉質の体つきだが、サイトハウンド種の血統により脚・胴・尾が長く、駿足である。マズルは短めで、アゴの力は強靭である。目は大きく瞳の色はコハク色、耳は本来三角形の垂れ耳だが、断耳して丸く整形し、して立たせることもある。尾は飾り毛の無い太めの垂れ尾だが、短めに断尾することもある。コートはスムースコートで、毛色はフォーンやブリンドルの単色か、それにホワイトのパッチがあるもの。体高56～62cmの大型犬で、性格は忠実で勇敢である。身体能力は高く、跳躍力や走る最中の加速などが特に優れている。運動量はかなり多く、力を抑えるための訓練が必要なため初心者には飼育しづらい犬種である。